# Харгельсберг
Харгельсберг (нем. Hargelsberg) — коммуна (нем. Gemeinde) в Австрии, в федеральной земле Верхняя Австрия. 
Входит в состав округа Линц.  Население составляет 1122 человека (на 1 января 2005 года). Занимает площадь 18 км². Официальный код  —  41006.

## Политическая ситуация
Бургомистр коммуны — Манфред Хубер (АНП) по результатам выборов 2003 года.
Совет представителей коммуны (нем. Gemeinderat) состоит из 13 мест.
- АНП занимает 8 мест.
- СДПА занимает 5 мест.